# Роннебю
Роннебю (швед. Ronneby) — населённый пункт, находящийся в лене Блекинге в Швеции.
Роннебю считается сердцем «Сада в Швеции», а в 2005 году парк «Бруннспаркен» (швед. Brunnsparken) был признан одним из самых красивых парков в стране, а в 2006 году стал 4-м среди самых красивых парков в Европе.
Церковь Heliga Kors kyrka была основана в 12 веке, реконструирована и расширена в 15-м веке, и сильно пострадала во время Северной семилетней войны в 16 веке.

## История
Права города Роннебю получил в 1387 году. В Средние века был важным морским торговым городом. В 1564 году в окрестностях города произошло кровопролитное сражение в ходе Северной семилетней войны между шведской и датской армиями, в ходе которого шведы под командованием короля Эрика XIV осадили город, убили многих жителей и сожгли его дотла. Позже Эрик сообщал, что «вода была красной от крови датчан». Число жертв было сильно преувеличено обеими сторонами.
После договора в Роскилле в 1658 году, согласно которому Блекинге и ряд других южных провинций стали шведскими, восточнее Роннебю была построена военно-морская база Карлскруна, а сам Роннебю был лишён права города.
После крупного пожара 1864 года город был полностью перестроен по новому плану. В 1882 году наконец-то восстановили статус города.

## Известные уроженцы
- Мессия Марколин — шведский вокалист, сотрудничавший с дум-метал-группой Candlemass (1987—1991 и 2002—2006) и являющийся одним из основателей дум-метал-коллектива Momento Mori.